# Javan Lenhardt
Javan Lenhardt ist ein US-amerikanischer American-Football-Trainer. In der Saison 2025 ist er Head Coach der Cologne Centurions in der European League of Football.

## Karriere
Javan Lenhardt spielte bis 1993 als Defensive Back an der University of Missouri. Ein Jahr lang war er im Practice Squad der Arizona Cardinals. Anschließend wechselte er zu den Hamilton Tiger-Cats in der Canadian Football League.
Seit 1997 ist Lenhardt in Deutschland. Er startete als Spielertrainer bei den Hamburg Blue Devils, die in dieser Saison den Eurobowl gewannen. In der folgenden Saison wechselte er zu den Cologne Crocodiles. Dort wurde er später auch Defensive Coordinator und gewann mit dem Team 2000 den German Bowl.
Von 2021 bis 2022 war er Defensive Coordinator der Cologne Centurions in der European League of Football (ELF). Von 2023 bis 2024 trainiert er die DB der Frankfurt Galaxy. Im Februar 2025 wurde er als neuer Head Coach der Cologne Centurions vorgestellt.